# François Jacob
François Jacob (Nancy, 1920. június 17. – Párizs, 2013. április 19.) francia biokémikus, genetikus. 1965-ben Jacques Monod-val és André Lwoff-fal megosztva orvostudományi Nobel-díjban részesült az enzim- és vírustermelés genetikai szabályozásának felfedezéséért.

## Ifjúsága
François Jacob 1920.június 17-én született Nancyban, franciaországi zsidó családban. Ő volt az egyetlen gyermeke Simon Jacob kereskedőnek és feleségének, Thérèse Francknak. Kamaszkorában gyakran keveredett verekedésbe, amikor a szélsőjobboldaliak belekötöttek zsidó származása miatt, bár nem sokkal a bar micvója után ateistának nyilvánította magát. Elvégezte a párizsi Lycée Carnot-t, utána pedig a Sorbonne orvosi fakultására iratkozott be, hogy sebésznek tanuljon. Tanulmányait félbeszakította a második világháború. A másodéves orvostanhallgató 1940 júniusában elhagyta Párizst és Londonba menekült, ahol csatlakozott Charles de Gaulle ellenállási mozgalmához. Katonaorvosként harcolt Líbiában, Tripolitániában és Tunéziában, ahol megsebesült. A normandiai partraszállás után egy légitámadásban olyan súlyos sebeket kapott, hogy hét hónapig kórházban kellett feküdnie. Háborús tevékenységéért megkapta az akkori legmagasabb francia katonai kitüntetést, a Croix de la Libération-t.

## Munkássága
A háború után François Jacob befejezte az egyetemet, 1947-ben orvosdoktori fokozatot kapott. Szakdolgozatát a tirotricin antimikrobiális hatásáról írta. Kezének sérülése miatt azonban nem dolgozhatott sebészként, ezért a laboratóriumi kutatás felé fordult. 1950-ben kezdett el dolgozni a Pasteur Intézetben, André Lwoff csoportjában. Ezzel párhuzamosan 1951-ben biológusdiplomát, 1954-ben pedig PhD fokozatot szerzett a Sorbonne-on. 1956-ban laboratóriumvezetővé, 1960-ban pedig a sejtgenetikai tanszék igazgatójává nevezték ki. 1964-ben a Collège de France sejtgenetikai professzora lett.
Jacob kutatásai elsősorban a baktériumok és vírusaik, a bakteriofágok genetikájára és mutációikra irányultak. Egyik első kísérletében kimutatta, hogy a baktériumban látens állapotban jelenlévő fág megakadályozza az újabb vírusfertőzéseket. 1954-től kezdve Elie Wollmannal közösen a bakteriális genom és a vírus kölcsönhatását tanulmányozta, valamint a vírusindukálta géncserét a sejtek között.
1958-ban kezdte közös munkáját a szintén a Pasteur Intézetben dolgozó Jacques Monoddal, aki a baktériumok laktózfeldolgozásának genetikai hátterét kutatta. A baktériumok a környezetben fellelhető energiaforrásokhoz igazítják az enzimtermelésüket, csak azokat a fehérjéket készítik el ami az adott cukorféle metabolizmusához szükséges. Jacob és Monod bebizonyította, hogy létezik egy regulátor fehérje, ami fizikailag a galaktozidáz enzim génjéhez kapcsolódva megakadályozza annak transzlációját. Azt is megjósolták, hogy a gének jelentős része más gének szabályozását végző regulátorfehérjéket kódol. Megerősítették az akkor még bizonytalan hírvivő RNS-koncepciót és hozzájárultak a bakteriális genetikai szabályozásban nagy szerepet játszó operonok felfedezéséhez.
1963-ban rövid ideig együtt dolgozott Kaliforniában Sydney Brennerrel a sejtosztódás során lezajló DNS-replikáció mechanizmusával kapcsolatban. Későbbi kutatásaiban a sejtosztódás (többek között a rákos sejtekét) genetikai hátterét tanulmányozta.
A 70-es években nyílt vitába keveredett a Nobel-díjas fizikussal, William B. Shockley-val, aki három másik Nobel-díjassal együtt spermabanknak adományozott, hogy mesterséges megtermékenyítés révén okosabb gyerekek szülessenek. Jacob tévedésnek nevezte az ötletüket: "az egyén genetikai értéket nem génjei minősége adja, hanem az, hogy génjei gyűjteménye egyedi bárki máséhoz viszonyítva. Az adja, hogy egyedi. Az emberi faj sikere biológiai sokféleségén múlik" írta a Le Monde-ban 1980-ban.

## Díjai
A sejtek enzimtermelésnek genetikai szabályozását illető felfedezéseiért François Jacob – Jacques Monoddal és André Lwoff-fal közösen – 1965-ben orvostudományi Nobel-díjban részesült. Kitüntették a Francia Természettudományi Akadémia Charles-Léopold Mayer-díjával (1962). Tagja volt a Dán Királyi Tudományos és Művészeti Akadémiának, az Amerikai Tudományos és Művészeti Akadémiának, az Amerikai Tudományos Akadémiának és az Amerikai Filozófiai Társaságnak.
1994-ben ismeretterjesztő műveiért megkapta a Rockefeller Egyetem Lewis Thomas-díját La logique du vivant, une Histoire de l'Hérédité c. könyvéért.

## Családja
François Jacob 1947-ben házasodott össze Lise Bloch zongoraművésznővel. Négy gyermekük született, Pierre (1949), Laurent és Odile (1952) valamint Henri (1954). Felesége halála után 1999-ben újra megnősült, Geneviève Barriert vette feleségül.
François Jacob 2013. április 19-én halt meg Párizsban, 92 éves korában.

## Magyarul megjelent művei
- A tojás és a tyúk. Az élők logikája (La Logique du vivant, une histoire de l’hérédité; Párizs, Éditions Gallimard, 1970); ford. Vekerdi László; Európa, Bp., 1974
- A lehetséges és a tényleges valóság; ford. Szilágyi Tibor; Európa, Bp.,1986 (Mérleg)